# Jászberényi Mátyás
Jászberényi Mátyás vagy Berényi Mátyás 17. századi református lelkész. Neve előfordul Matthias Jaz-Bereni; Matthias Bereni; Matthias Bereny; Matthias Jaz-Bereny; Matthias Jaz-Berenyi alakokban.
Károlyi Zsuzsanna pártfogásával 1616. október 18-ától a heidelbergi egyetemen tanult. Hazatérve, előbb Mezőtelegden (1619), majd Fogarason lett pap. Halálának időpontja ismeretlen; 1634. februárban még életben volt.
Művei:
- De sacramento in genere 1617. febr. 28.
- De libero arbitrio hominis et gratia Dei. 25. Oct. Heidelbergae 1617. (Károlyi Zsuzsannának ajánlva)
- De ordine ac serie causarum salutis 8. Apr. Heidelbergae 1618 (Keserüi Dajka Jánosnak ajánlva)
- Üdvözlő verset írt: Pataki Füsüs Jánoshoz, Geleji Katona Istvánhoz, Csepei Ferenchez, Szilvási K. Mártonhoz